# 帕梅拉·杜特凯维奇
帕梅拉·杜特凯维奇（1991年9月28日—）是一名专长于跨栏的德国田径运动员。她获得2016年夏季奥林匹克运动会的资格，并在女子100米栏半决赛中获得第4名，没有进入决赛。她在2018年欧洲田径锦标赛中赢得银牌。